# ベルト・グラプシュ
ベルト・グラプシュ（Bert Grabsch、1975年6月19日- ）は、ドイツ、ヴィッテンベルク出身の自転車競技選手。

## 経歴
1973年生の兄、ラルフ・グラプシュも、元ロードレース選手。
1997年
- ドイツ選手権・個人タイムトライアル（ITT）2位。

2001年から2006年までフォナックに在籍。
フォナックが解散したため2007年、T-モバイル（現 HTC - ハイ・ロード）に移籍
- ドイツ選手権・ITT優勝。
- バイエルン一周2位、
- ブエルタ・ア・エスパーニャ第8ステージ勝利

2008年
- ドイツ選手権・個人TT連覇。
- ザグセンツアー総合優勝。
- 9月25日に、イタリアのヴァレーゼで開催された世界選手権・個人TTでは、52分01秒60のタイムをマークして優勝を果たした。

2009年
- 国内選手権・ITT3連覇達成。

2011年
- 国内選手権・ITT 優勝
- ロードレース世界選手権・ITT 4位

2012年、オメガファーマ・クイックステップに移籍。
- ロンドン五輪・ITT 8位

2013年、シーズン終了をもって引退。